# Joan Didion
Joan Didion (Sacramento, 5 de diciembre de 1934-Manhattan, 23 de diciembre de 2021) fue una escritora y periodista estadounidense, conocida por sus ensayos, crónicas y labor periodística. En el plano literario, El año del pensamiento mágico (2006) fue su novela más leída.

## Trayectoria
Comenzó a escribir textos a la temprana edad de cinco años, pese a que ella afirma que nunca se vio como escritora hasta que se editaron sus obras. Voraz lectora, necesitó un permiso especial de su madre para poder pedir prestados libros de adultos en la biblioteca.
De niña, concurrió al jardín de infantes y primer grado. Debido a que su padre era parte de Cuerpo Aéreo del Ejército de los Estados Unidos durante la Segunda Guerra Mundial, su familia se estaba mudando constantemente y no fue al colegio regularmente. A la edad de 9 o 10 años, en 1943 o 1944, su familia volvió a mudarse a Sacramento. 
En 1956, se graduó en la Universidad de California en Inglés. Ganó un primer lugar en un concurso de ensayos patrocinado por la revista Vogue, cuyo premio era un trabajo en dicha publicación.
En dos años, ascendió de copywriter a editora asociada. Mientras tanto, escribió su primera novela, Run, River, que se publicó en 1963. Volvió a California junto a su nuevo esposo, el escritor John Gregory Dunne, y en 1968 publicó Slouching Towards Bethlehem, su primera obra de no ficción, una colección de notas periodísticas sobre sus experiencias en California.
En 1979, publicó The White Album, otra colección de notas de las revistas Life, Esquire, The Saturday Evening Post, The New York Times y The New York Review of Books.
Play It As It Lays, obra situada en Hollywood, se publicó en 1970, y A Book of Common Prayer, en 1977. Escribió su ensayo de 1983, Salvador, tras dos semanas de viaje con su esposo por El Salvador. Además, escribió Democracy en 1984, que trata sobre su preocupación por la pérdida de los valores tradicionales de la sociedad. Su libro de no ficción de 1987, Miami, trata sobre los cubanos expatriados en Miami. En 1992, publicó After Henry, una colección de doce ensayos geográficos. En 1996, The Last Thing He Wanted, un thriller romántico.
Dunne y Didion trabajaron juntos a lo largo de sus carreras, y de hecho muchas de sus obras están entrelazadas. Junto a Dunne, Didion escribió varios guiones, entre ellas una adaptación de su novela Play It As It Lays. Además pasaron ocho años adaptando la biografía de la periodista Jessica Savitch al filme Up Close & Personal.
Comenzó a escribir The Year of Magical Thinking, una narración de su respuesta a la muerte de su marido y a la grave enfermedad de su hija, Quintana, el 4 de octubre de 2004, y terminó el manuscrito 88 días después, en la víspera de Año Nuevo.
En 2006, Everyman's Library publicó We Tell Ourselves Stories in Order to Live, un compendio de gran parte de la obra de Didion, incluidos sus primeros siete libros de no ficción: Slouching Towards Bethlehem, The White Album, Salvador, Miami, After Henry, Political Fictions, y Where I Was From, con una introducción del crítico John Leonard.
En 2007, comenzó a trabajar en una adaptación de The Year of Magical Thinking. Producida por Scott Rudin, esta obra de teatro fue protagonizada en Broadway por Vanessa Redgrave.
También esbozó los guiones de una película biográfica que iba a ser dirigida por Robert Benton, sobre la famosa periodista y editora Katharine Graham, pero este proyecto quedó sin título y abandonado.
En 2011, la editorial Knopf publica Blue Nights, un ensayo sobre el envejecimiento. Este libro se centra en su hija, Quintana Roo Dunne, que murió poco antes de la publicación de The Year of Magical Thinking.

## Vida personal
Mientras trabajaba en Vogue, conoció a su futuro marido, John Gregory Dunne, quien en ese momento escribía para la revista Time. Se casaron en 1964 y se mudaron a Los Ángeles, California, donde vivirían más de veinte años.
En 1979, Didion vivía en Brentwood Park, California, un tranquilo suburbio de Los Ángeles. Antes de mudarse allí, vivió en el área de Hollywood/Los Feliz.
Dos tragedias golpearon a la escritora en menos de dos años. El 30 de diciembre de 2003, su marido sufrió un ataque cardíaco fatal. Su hija Quintana se encontraba muy enferma en ese momento (choque séptico como consecuencia de una neumonía), y Didion suspendió el funeral por un mes hasta que ella mejorase y pudiese asistir. Poco después, Quintana sufrió hematomas masivos. Le practicaron cirugía cerebral durante seis horas en el Centro Médico UCLA. Quintana murió de pancreatitis el 26 de agosto de 2005, a los 39 años.
En los años 70 fue diagnosticada de esclerosis múltiple, permaneciendo en remisión durante toda su vida. Didion murió debido a complicaciones asociadas a la enfermedad de Parkinson en su casa de Manhattan el 23 de diciembre de 2021 a la edad de 87 años.

## Obra

### Novelas
- 1963: Run, River (Río revuelto; también traducido como El río en la noche)
- 1970: Play It as It Lays (Según venga el juego)
- 1977: A Book of Common Prayer (Una liturgia común, trad. (Olivia de Miguel Crespo), Barcelona, Global Rhythm Press, 2007)
- 1984: Democracy
- 1996: The Last Thing He Wanted (Su último deseo)

### No-ficción
- 1968: Slouching Towards Bethlehem
- 1979: The White Album
- 1983: Salvador
- 1987: Miami
- 1992: After Henry
- 2001: Political Fictions
- 2003: Where I Was From (De donde soy)
- 2003: Fixed Ideas: America Since 9.11
- 2004: Vintage Didion
- 2005: The Year of Magical Thinking
- 2006: El año del pensamiento mágico trad. (Olivia de Miguel Crespo), Barcelona, Global Rhythm *Press.
- 2007: El año del pensamiento mágico trad. (Olivia de Miguel Crespo), Barcelona, Círculo de Lectores.
- 2006: We Tell Ourselves Stories in Order to Live: Collected Nonfiction
- 2011: Blue Nights (Noches azules)
- 2017: South and West: From a Notebook (Sur y Oeste)
- 2021: Let Me Tell You What I Mean (Lo que quiero decir)
- 2025: Notes to John

### Guion
- 1971: The Panic in Needle Park
- 1972: Play It as It Lays
- 1976: A Star Is Born
- 1981: True Confessions
- 1996: Up Close & Personal
- 2012: As It Happens

### Teatro
- 2006: The Year of Magical Thinking (El año del pensamiento mágico)

## Premios y reconocimientos
La obra The Year of Magical Thinking, fue galardonada con el Premio Nacional del Libro en la categoría de No Ficción en 2005.
En 2007, recibió la "Medalla por contribuciones distinguidas a la Letras estadounidenses" de la Fundación Nacional del Libro. Ese mismo año, ganó el premio Evelyn F. Burkey.
En 2009, fue premiada con un grado honorario de Doctora en Letras de la Universidad de Harvard. La Universidad de Yale le confirió otro grado honorario de Doctora en Letras en 2011.